# Ion C. Grădișteanu
Ion C. Grădișteanu (n. 12 august 1861, București – d. 29 decembrie 1932, București) a fost un politician și ministru român.
A fost fiul lui Constantin Grădișteanu, fost ministru de finanțe și președinte al Senatului și Parlamentului și al Elenei Grădișteanu, născută Sihleanu, sora poetului Alexandru Sihleanu și se trage din neamul lui Preda Buzescu.
După ce a absolvit liceul Sf. Sava din București a plecat la studii la Facultatea de Drept din Paris, unde a ajuns doctor în drept, și a fost diplomat al școlii de științe politico-economice.
S-a întors în țară și în 1883 a intrat în magistratură și a fost numit ca supleant la Tribunalul Buzău iar după un an, în urma unui conflict cu ministrul de justiție Eugen Stătescu a fost mutat la Galați, de unde a demisionat și s-a înscris în Partidul Conservator de sub conducerea lui Lascăr Catargiu.
Ion C. Grădișteanu a deținut funcția de ministru al lucrărilor publice (9 ianuarie - 6 iulie 1900) în Guvernul George Gr. Cantacuzino (1), (7 iulie 1900 - 13 februarie 1901) în Guvernul Petre P. Carp (1),  (22 decembrie 1904 - 12 martie 1907) în Guvernul George Gr. Cantacuzino (2).
Ion C. Grădișteanu a fost președintele Societății de Cultură Macedo-Română.
În anul 1905 a apărut, în aromână, Călindaru lu rumeni din Istrie cu figure, „stampeiat cu spezele lui gospodinu Ion C. Grădișteanu, ministru de lucrur publiche”.
Ion C. Grădișteanu, ca reprezentant al Partidului Conservator, a luat parte la Consiliul de Coroană de la 21 iulie 1914.